# جویندگان طلا
جویندگان طلا (به انگلیسی: The Gold Rush) یک فیلم بلند صامت، به کارگردانی چارلی چاپلین با بازی چاپلین، مک سوین و تام مری و محصول سال ۱۹۲۵ است. این فیلم برای یونایتد آرتیستس یک میلیون دلار کسب کرد و برای خود چاپلین دو میلیون دلار سود داشت.
چارلی چاپلین در این فیلم در نقش ولگرد کوچولو ظاهر شده است و بازیگران دیگری مانند جورجیا هیل، مک سوین، تام مری، هنری برگمن و مالکوم ویت نیز در آن حضور دارند.
چاپلین از عکس‌های تب طلای کلوندایک و همچنین داستان گروه دونر الهام گرفت، که در میان برف‌های کوهستان سیرا نوادا گرفتار شده و به آدم‌خواری یا خوردن چرم کفش‌های خود روی آورده بودند. چاپلین که باور داشت تراژدی و کمدی فاصله چندانی با هم ندارند، تصمیم گرفت این داستان‌های محرومیت و وحشت را با کمدی ترکیب کند. او تصمیم گرفت که شخصیت مشهور ولگردش به یک جویندهٔ طلا تبدیل شود که به عنوان یک خوش‌بین شجاع به همهٔ خطرات جست‌وجوی طلا مانند بیماری، گرسنگی، سرما، تنهایی و حتی احتمال حملهٔ خرس گریزلی می‌پردازد. در فیلم، صحنه‌هایی مانند پختن و خیال‌پردازی چاپلین دربارهٔ کفش خود یا تصور دوست گرسنه‌اش، بیگ جیم، که او را به شکل یک مرغ می‌بیند، قابل مشاهده است.
جویندگان طلا هنگام انتشار با تحسین منتقدان روبه‌رو شد و همچنان یکی از آثار برجستهٔ چاپلین به‌شمار می‌رود؛ چاپلین خود بارها این فیلم را به عنوان اثری که می‌خواست بیش از همه به خاطر آن به یاد آورده شود، معرفی کرده است. در سال ۱۹۴۲، چاپلین نسخه‌ای از این فیلم را با جلوه‌های صوتی، موسیقی و روایت دوباره منتشر کرد که نامزد جوایز اسکار در بخش جایزه اسکار بهترین موسیقی فیلم و جایزه اسکار بهترین صداگذاری شد.
در سال ۱۹۵۸، این فیلم در نظرسنجی معتبر بروکسل ۱۲ در نمایشگاه جهانی ۱۹۵۸، پس از رزم‌ناو پوتمکین با تنها پنج رأی کمتر در رتبهٔ دوم قرار گرفت. در سال ۱۹۹۲، این فیلم توسط کتابخانه کنگره ایالات متحده به دلیل «اهمیت فرهنگی، تاریخی یا زیباشناختی» برای نگهداری در فهرست ملی ثبت فیلم انتخاب شد.
در سال ۱۹۵۳، نسخهٔ اصلی سال ۱۹۲۵ این فیلم به دلیل عدم تمدید ثبت حق تکثیر در بیست و هشتمین سال پس از انتشار، وارد مالکیت عمومی در ایالات متحده شد.

## داستان
در زمان هجوم جویندگان طلا به کلوندایک در آلاسکا، جوینده طلای بزرگی به نام «بیگ جیم» در قطعه زمینی که به او تعلق دارد، به یک ذخیره عظیم طلا دست پیدا می‌کند، اما همزمان یک کولاک شدید آغاز می‌شود. در همین حین، «جوینده تنها» (چارلی چاپلین) که او نیز به دنبال طلاست، در این کولاک گم شده و به کلبه‌ای می‌رسد که متعلق به «بلک لارسن» است، یک جنایتکار تحت تعقیب. لارسن تلاش می‌کند تا او را از کلبه بیرون کند، اما ناگهان جیم نیز وارد کلبه می‌شود. لارسن با استفاده از تفنگش تلاش می‌کند هر دو را بترساند و بیرون کند، اما جیم او را مغلوب کرده و هر سه به توافق می‌رسند که تا پایان طوفان در کلبه بمانند.
با طولانی شدن طوفان و اتمام غذا، آن‌ها قرعه می‌کشند تا مشخص شود چه کسی باید در کولاک بیرون برود و غذا پیدا کند. لارسن بازنده می‌شود و کلبه را ترک می‌کند. او در جستجوی غذا به ذخیره طلای جیم می‌رسد و تصمیم می‌گیرد در بازگشت جیم به او حمله کند.
در این میان، جوینده تنها و جیم که در کلبه مانده‌اند، به قدری گرسنه می‌شوند که یکی از کفش‌های جوینده تنها را می‌پزند و می‌خورند. در نهایت، جیم دچار هذیان شده و جوینده تنها را به شکل یک مرغ غول‌پیکر می‌بیند که جلوی چشمش قدم می‌زند. جیم به او حمله می‌کند. ناگهان یک خرس وارد کلبه می‌شود که آن را می‌کشند و به این ترتیب غذای کافی به دست می‌آورند.
پس از پایان طوفان، آن‌ها کلبه را ترک می‌کنند. جوینده تنها به شهر بعدی که هجوم جویندگان طلا به آن است می‌رود و جیم به ذخیره طلای خود بازمی‌گردد. اما در آنجا توسط لارسن با بیل از پشت سر مورد حمله قرار می‌گیرد و بیهوش می‌شود. لارسن با مقداری از طلای استخراج‌شده فرار می‌کند، اما در یک بهمن کشته می‌شود. جیم پس از به‌هوش آمدن، حافظه خود را از دست داده و در برف سرگردان می‌شود. وقتی به شهر بازمی‌گردد، حافظه‌اش تا حدی بازمی‌گردد و به یاد می‌آورد که یک ذخیره بزرگ طلا پیدا کرده بود و آن نزدیک یک کلبه بود، اما مکان دقیق آن را به یاد نمی‌آورد. او به دنبال جوینده تنها می‌گردد، به امید اینکه او بتواند کلبه را پیدا کند.
جوینده تنها به شهر می‌رسد و با «جورجیا»، دختری از سالن رقص آشنا می‌شود و به او دل می‌بندد. جورجیا، برای عصبانی کردن جک، مردی که مزاحم او شده، تصمیم می‌گیرد با جوینده تنها که ظاهری ژنده دارد، برقصد. او دعوت جوینده تنها برای شام شب سال نو را می‌پذیرد، اما آن را جدی نمی‌گیرد و فراموش می‌کند. جوینده تنها که منتظر اوست، تخیل می‌کند که در حال اجرای نمایشی با نان‌های برشته برای جورجیا است. اما وقتی او تا نیمه‌شب نمی‌آید، جوینده تنها ناامیدانه به خیابان‌ها می‌رود.
در همین حین، جورجیا دعوت او را به یاد می‌آورد و تصمیم می‌گیرد به دیدنش برود. وقتی به خانه او می‌رسد، با میزی آماده و هدیه‌ای برای خودش روبه‌رو می‌شود و دلش برای جوینده تنها نرم می‌شود. او یادداشتی برای او می‌گذارد و درخواست می‌کند با او صحبت کند.
جوینده تنها یادداشت را دریافت کرده و به دنبال جورجیا می‌رود، اما جیم او را پیدا می‌کند و اصرار می‌کند که با او برای یافتن کلبه و طلا برود. جوینده تنها فقط به اندازه‌ای وقت دارد که به جورجیا بگوید به‌عنوان یک میلیونر به او بازخواهد گشت.
آن‌ها کلبه را پیدا می‌کنند و شب را در آنجا می‌گذرانند. در طول شب، یک کولاک دیگر وزیدن می‌گیرد و کلبه را به لبهٔ یک صخره، درست در کنار ذخیره طلای جیم، می‌برد. صبح، کلبه به شکلی خطرناک در لبهٔ صخره قرار دارد. جیم با سختی از کلبه بیرون می‌رود و جوینده تنها را نیز نجات می‌دهد، درست در لحظه‌ای که کلبه به پایین پرتگاه سقوط می‌کند.
یک سال بعد، جیم و جوینده تنها ثروتمند شده‌اند، اما جوینده تنها هنوز جورجیا را پیدا نکرده است. آن‌ها با کشتی به ایالات متحده بازمی‌گردند، بی‌خبر از اینکه جورجیا نیز در همان کشتی است. وقتی جوینده تنها با لباس‌های قدیمی خود برای یک عکس آماده می‌شود، از پله‌ها می‌افتد و با جورجیا مواجه می‌شود. او به اشتباه فکر می‌کند که جوینده تنها یک مسافر قاچاقی است و سعی می‌کند او را از خدمه نجات دهد. اما پس از رفع سوءتفاهم، آن‌ها دوباره به هم می‌رسند و خوشبخت می‌شوند.

## نگارخانه

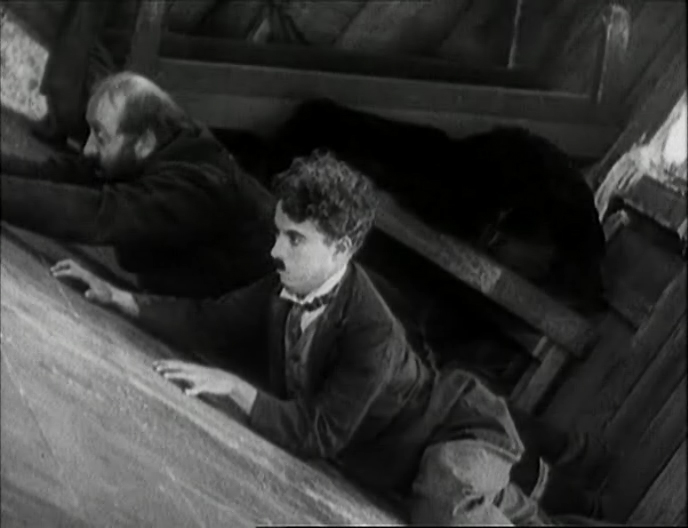
بیگ جیم و جویندهٔ تنهای طلا در کابین متزلزل
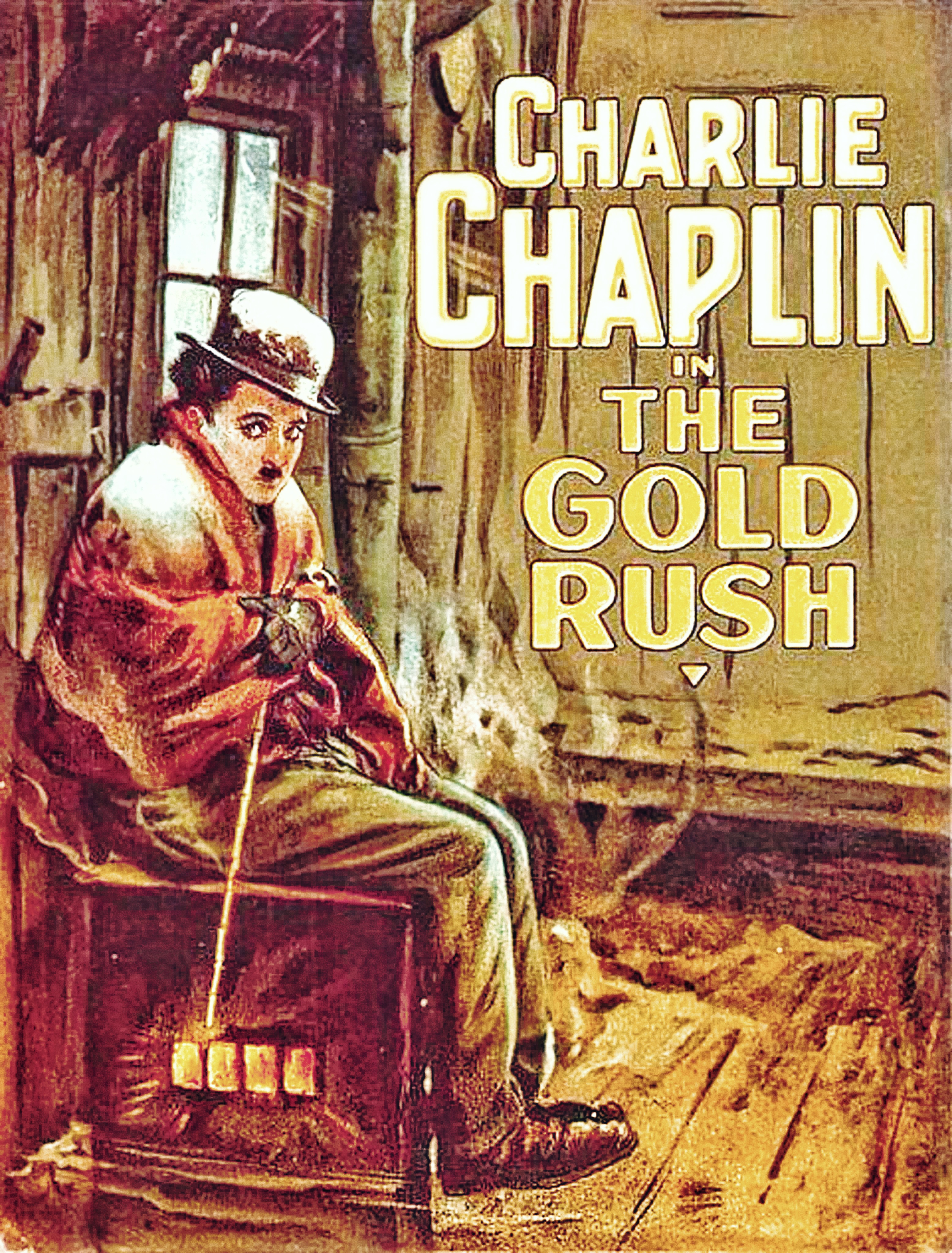
پوستر فیلم
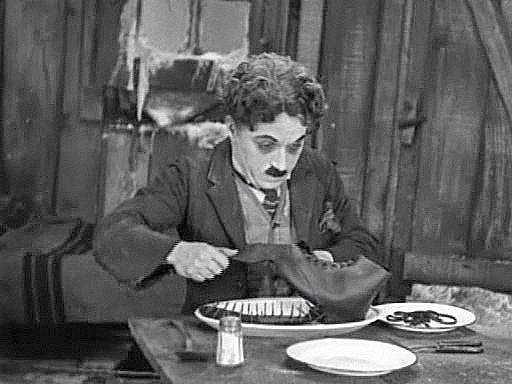
چارلی چاپلین در حال تکه‌تکه‌کردن چکمه‌اش، تنها چیزی که برای خوردن برایش باقی مانده، در بخشی از فیلم جویندگان طلا

## بازیگران
- چارلی چاپلین (در نقش ولگرد کوچولو) در نقش جویندهٔ تنهای طلا
- مک سوین در نقش جیم «بیگ جیم» مک‌کی
- تام مری در نقش «بلک» لارسون
- مالکوم ویت در نقش جک کامرون
- جورجیا هیل در نقش دختر، جورجیا
- هنری برگمن در نقش هنک کرتیس
- تاینی سندفورد در نقش یک میخانه‌دار (نامش ذکر نشده)
- سم آلن در نقش مردی در سالن رقص (نامش ذکر نشده)

## تولید
چاپلین تلاش کرد تا بسیاری از صحنه‌های فیلم را اوایل سال ۱۹۲۴ در نزدیکی تراکی، کالیفرنیا فیلم‌برداری کند. او تنها صحنهٔ آغازین فیلم را از این بخش حفظ کرد. گروه تولید به مدت دو هفته در مناطق برفی سیرا نوادا (ایالات متحده) در تراکی فیلم‌برداری کرد. در اینجا، چاپلین به‌طور وفادارانه تصویر تاریخی جویندگان طلا را که در حال صعود از گذرگاه چیلکوت هستند، بازآفرینی کرد. ششصد نفر سیاهی‌لشکر از گذرگاه ۲۳۰۰ فوتی که در میان برف‌های کوهستان حفر شده بود، بالا رفتند.
بقیهٔ فیلم در حیاط پشتی و صحنه‌های استودیوی چاپلین در هالیوود فیلم‌برداری شد، جایی که دکورهای بزرگ منطقهٔ کلوندایک ساخته شد.
لیتا گری، که چاپلین در نوامبر ۱۹۲۴ با او ازدواج کرد، در ابتدا به عنوان بازیگر اصلی انتخاب شده بود، اما به دلیل بارداری‌اش با جورجیا هیل جایگزین شد. گری به‌عنوان یک سیاهی‌لشکر در فیلم ظاهر شد.
در مستند Unknown Chaplin که به بررسی ساخت این فیلم می‌پردازد، هیل فاش کرد که ازدواج او و چاپلین در حین تولید فیلم از هم فروپاشیده بود. صحنهٔ پایانی نسخهٔ اصلی فیلم، که در آن این دو یکدیگر را می‌بوسند، منعکس‌کنندهٔ وضعیت رابطهٔ چاپلین با هیل در آن زمان بود.

## فروش گیشه
جویندگان طلا با موفقیت چشمگیری در آمریکا و سراسر جهان روبه‌رو شد. این فیلم پنجمین فیلم صامت پرفروش تاریخ سینماست که بیش از ۴٬۲۵۰٬۰۰۰ دلار در گیشهٔ سال ۱۹۲۶ درآمد داشت (~$۵۰٫۵ میلیون در ۲۰۲۱). چاپلین در زمان انتشار فیلم اعلام کرد که این همان اثری است که می‌خواهد به‌خاطر آن به یاد آورده شود.
این فیلم ۱ میلیون دلار برای کمپانی یونایتد آرتیستز و ۲ میلیون دلار سود خالص برای چاپلین به همراه داشت.

## بازخورد منتقدان
منتقدان به‌طور کلی انتشار اولیهٔ فیلم جویندگان طلا در سال ۱۹۲۵ را تحسین کردند. موردانت هال در نیویورک تایمز نوشت:
در اینجا یک کمدی همراه با رگه‌هایی از شعر، احساسات، لطافت، در کنار خشونت و شلوغی ارائه شده است. این جواهر برجستهٔ همهٔ آثار چاپلین است، زیرا بیش از شاهکارهای خنده‌آور دیگری مانند پسربچه و دوش‌فنگ، تفکر و اصالت دارد.
ورایتی نیز نقدی بسیار مثبت منتشر کرد و این فیلم را «بزرگ‌ترین و پرشکوه‌ترین کمدی ساخته‌شده تاکنون» توصیف کرد و افزود که این فیلم «برای سال‌ها به‌عنوان بزرگ‌ترین موفقیت در عرصهٔ خود باقی خواهد ماند، همان‌طور که تولد یک ملت همچنان در برابر بسیاری از رقبا در عرصهٔ درام ایستادگی می‌کند.»
نیویورکر نقدی متضاد منتشر کرد و معتقد بود که عناصر دراماتیک فیلم با سبک آشنای کمدی چاپلین به‌خوبی هماهنگ نیست:
از فیلمی مانند جویندگان طلا، با چاپلین قدیمی که در معرض ماجرای معادل کیک خامه‌ای کلوندایک قرار می‌گیرد، انتظار شگفتی می‌رود. اما این انتظار به ناامیدی ختم می‌شود، زیرا چاپلین تصمیم گرفته که با تلاش یک پیررو برای اشک گرفتن از مخاطب، احساسات را برانگیزد… به‌جای اشک‌هایی که باید جاری شوند، مخاطب به‌دنبال بطری گلیسیرین خود می‌گردد… نمی‌خواهیم چاپلین را تمسخر کنیم. او همچنان چابک و بی‌نظیر است و یک استاد برجستهٔ سینما باقی مانده است. او فیلمی مفید در جویندگان طلا ساخته است، اما به نظر می‌رسد که دیگر به اندازهٔ گذشته خنده‌دار نیست.
با این حال، نیویورکر فیلم جویندگان طلا را در فهرست پایان سال خود از ده فیلم برتر سال ۱۹۲۵ قرار داد.
در نمایشگاه جهانی بروکسل ۱۹۵۸، منتقدان این فیلم را به عنوان دومین فیلم برتر تاریخ پس از رزم‌ناو پوتمکین اثر سرگئی آیزنشتاین انتخاب کردند. در سال ۱۹۹۲، جویندگان طلا به دلیل «اهمیت فرهنگی، تاریخی یا زیباشناختی» توسط کتابخانه کنگره برای نگهداری در فهرست ملی ثبت فیلم ایالات متحده انتخاب شد.
زندگینامه‌نویس چاپلین، جفری ونس، جویندگان طلا را بزرگ‌ترین اثر چاپلین در دوران فیلم‌های صامت می‌داند. او می‌نویسد: «جویندگان طلا احتمالاً بزرگ‌ترین و جاه‌طلبانه‌ترین فیلم صامت اوست؛ طولانی‌ترین و پرهزینه‌ترین کمدی ساخته‌شده تا آن زمان بود. این فیلم شامل بسیاری از سکانس‌های کمدی مشهور چاپلین است، از جمله پختن و خوردن کفش، رقص لقمه‌ها و کابین متزلزل. اما عظمت جویندگان طلا تنها به سکانس‌های کمدی آن محدود نمی‌شود، بلکه به دلیل تلفیق کامل این سکانس‌ها با یک روایت شخصیت‌محور برجسته است. چاپلین هیچ‌گونه تردیدی دربارهٔ محصول نهایی نداشت. در واقع، در تبلیغات معاصر فیلم، از او نقل شده: «این همان فیلمی است که می‌خواهم با آن به یاد آورده شوم.»
کارگردان ژاپنی آکیرا کوروساوا جویندگان طلا را یکی از فیلم‌های مورد علاقهٔ خود معرفی کرده است.
این فیلم توسط انستیتوی فیلم آمریکا در فهرست‌های زیر شناخته شده است:
- ۱۹۹۸: ۱۰۰ سال… ۱۰۰ فیلم به انتخاب بفا – رتبهٔ ۷۴[۱۴]
- ۲۰۰۰: AFI's 100 Years... 100 Laughs – رتبهٔ ۲۵[۱۵]
- ۲۰۰۷: ۱۰۰ سال… ۱۰۰ فیلم به انتخاب بفا (بازبینی ۲۰۰۷) – رتبهٔ ۵۸[۱۶]

ویلج ویس این فیلم را در سال ۱۹۹۹ در رتبهٔ ۴۹ فهرست «۲۵۰ فیلم برتر قرن» قرار داد.

## انتشار مجدد در سال ۱۹۴۲
در سال ۱۹۴۲، چاپلین نسخهٔ جدیدی از جویندگان طلا منتشر کرد که نسخهٔ صامت اصلی سال ۱۹۲۵ را با افزودن موسیقی ضبط‌شده، روایت صوتی که خود چاپلین آن را ضبط کرده بود، و ویرایش دقیق‌تر، که مدت زمان فیلم را چند دقیقه کاهش داد، اصلاح کرد.
این فیلم با نمایش در سرعت ۲۴ فریم بر ثانیه، مطابق با استاندارد فیلم‌های ناطق، کوتاه‌تر شد. مانند بیشتر فیلم‌های صامت، این فیلم در اصل با سرعتی آهسته‌تر فیلم‌برداری و نمایش داده می‌شد. چاپلین همچنین برخی از نکات داستانی را تغییر داد. علاوه بر حذف صحنهٔ بوسهٔ پایانی، یک زیرخط داستانی نیز حذف شد که در آن جویندهٔ تنها به اشتباه باور می‌کند که جورجیا عاشق اوست، فریبی که توسط جک، معشوق جورجیا، ترتیب داده شده بود.
منتقد ادبی مانی فاربر در نیو ریپابلیک دربارهٔ نسخهٔ بازنشر سال ۱۹۴۲ جویندگان طلا نوشت:
شما چیزهایی را می‌بینید که به‌شکلی عجیب نتیجهٔ نبوغ چاپلین هستند و نمی‌توان آن‌ها را توضیح داد… این موقعیت‌ها با چیزی مضحک آغاز می‌شوند: پای یک رقصنده که با دو لقمه نان نشان داده می‌شود، خانه‌ای که نیمی روی صخره و نیمی از آن آویزان است، یک وعدهٔ غذایی از یک کفش. اما پانتومیم چاپلین این مضحک بودن را به چیزی معنادار با احساس انسانی تبدیل می‌کند – لقمه‌ها با شخصیت یک رقصنده جان می‌گیرند، خانه، با وجود کلیشه‌ای بودنش، به واقعیتی تکان‌دهنده تبدیل می‌شود، و آنچه برای کفش‌ها اتفاق می‌افتد باورناپذیر است. یک مضحک به واقعیتی عظیم و معنادار تبدیل شده است، و اینجاست که احساسی را که چاپلین در نظر داشته است، تجربه می‌کنید…
موسیقی جدید این نسخه توسط مکس تر ساخته شد و صدابرداری آن توسط جیمز ال. فیلدز انجام شد که هر دو برای جوایز اسکار در پانزدهمین دوره جوایز اسکار نامزد شدند.
جویندگان طلا نخستین فیلم صامت کلاسیک چاپلین بود که او آن را به فیلم ناطق تبدیل کرد. انتشار نسخهٔ بلوری سال ۲۰۱۲ نشان داد که این نسخهٔ بازنشر شامل بیشتر بخش‌های نسخهٔ اصلی فیلم است. حتی نسخهٔ ترمیم‌شدهٔ فیلم اصلی ۱۹۲۵ شامل افت کیفیت تصویر و فریم‌های گمشده بود که در نسخهٔ ۱۹۴۲ مشاهده نمی‌شود.

## حق تکثیر و رسانه‌های خانگی
در سال ۱۹۵۳، نسخهٔ اصلی سال ۱۹۲۵ ممکن است وارد مالکیت عمومی در ایالات متحده شده باشد، زیرا چاپلین ثبت حق تکثیر آن را در بیست و هشتمین سال پس از انتشار، مطابق با قانون آمریکا در آن زمان، تمدید نکرد. به این ترتیب، این فیلم به‌طور گسترده در رسانه‌های خانگی ایالات متحده در دسترس بود.
از سال ۱۹۹۵، املاک چاپلین با استناد به قانون Uruguay Round Agreements Act، از انتشار غیرمجاز جویندگان طلا در ایالات متحده جلوگیری کردند و ادعا کردند که حق تکثیر آن در آمریکا احیا شده است.
با این حال، در سال ۲۰۲۱، نسخهٔ اصلی فیلم به‌طور قطعی وارد مالکیت عمومی ایالات متحده شد، زیرا ۹۵ سال از زمان انتشار آن گذشته بود.
در سال ۲۰۱۲، هم نسخهٔ بازسازی‌شدهٔ صامت ۱۹۲۵ و هم نسخهٔ بازنشر با روایت ۱۹۴۲ توسط مجموعه کرایتریون در قالب بلوری منتشر شدند. این مجموعه شامل یک ترک صوتی تفسیر جدید توسط زندگی‌نامه‌نویس و پژوهشگر چاپلین، جفری ونس بود.

## در فرهنگ عامه
رقص «لقمه‌ها» که شخصیت ولگرد کوچولو در فیلم اجرا می‌کند، یکی از به‌یادماندنی‌ترین صحنه‌های تاریخ سینما به‌شمار می‌رود؛ هرچند راسکو آرباکل در فیلم خانه خشن (۱۹۱۷) که با بازی باستر کیتون همراه بود، کاری مشابه انجام داده بود. کرلی هاوارد در فیلم Pardon My Scotch (۱۹۳۵) از این رقص یاد کرد. شخصیت آنا کارینا در دسته جداافتاده‌ها به آن اشاره می‌کند. در سال‌های اخیر، این صحنه توسط رابرت داونی جونیور در فیلم چاپلین (۱۹۹۲) و جانی دپ در فیلم بنی و جون (۱۹۹۳) بازآفرینی شده است. همچنین در سیمپسون‌ها و ماپت‌ها نیز به آن ارجاع داده شده است.
صحنهٔ «کلبهٔ آویزان از لبهٔ صخره» نیز در دو فیلم هندی، مایکل مدانا در نقش راجان و استقبال استفاده شده است.